# Aristida alpina
Aristida alpina är en gräsart som beskrevs av L.Liou. Aristida alpina ingår i släktet Aristida och familjen gräs.
Artens utbredningsområde är Tibet. Inga underarter finns listade i Catalogue of Life.